# Epilampra wheeleri
Epilampra wheeleri är en kackerlacksart som beskrevs av Rehn, J. A. G. 1910. Epilampra wheeleri ingår i släktet Epilampra och familjen jättekackerlackor.
Artens utbredningsområde är Puerto Rico. Inga underarter finns listade i Catalogue of Life.